# 真普選

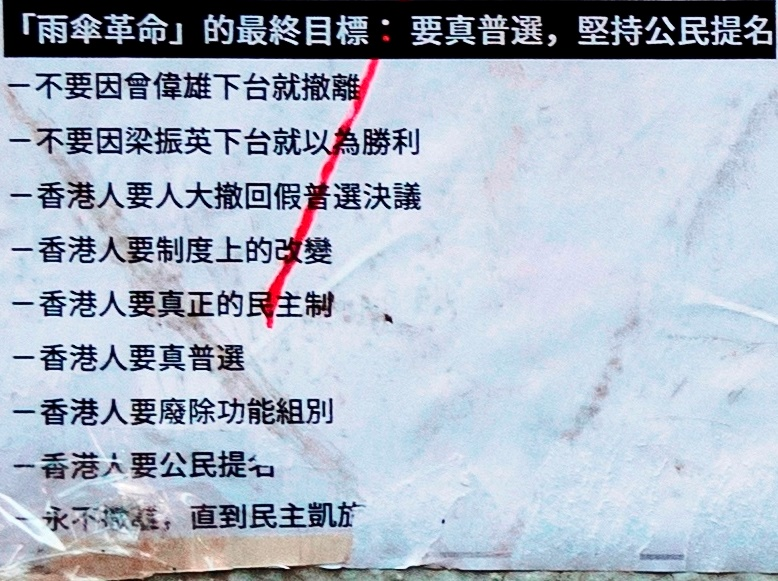
牆上張貼的抗議海報，上面列有「雨傘革命」目標

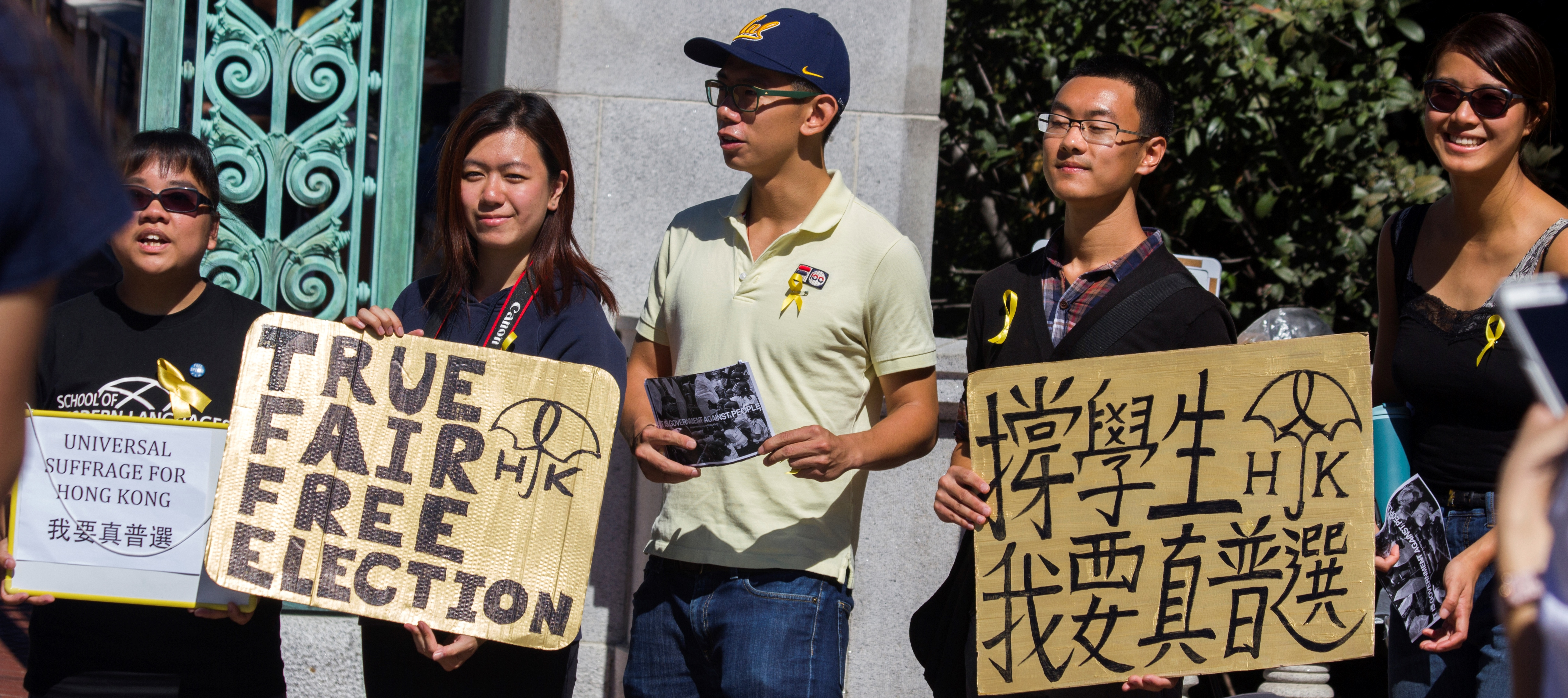
要求在港舉行公平自由的真普選的人士（位于美国伯克利加州大学）

真普選是香港民主派爭取實行“一人一票”普選的訴求，目的在於爭取由香港人直接選舉行政長官、以及全部立法會議席。以程序公義確保市民有「真正選擇」，普選程序須落實民主選舉制度之兩大理念：參政權之「開放參與」和保障「實質競爭」之正當程序。民主派指控香港特別行政區基本法所述「普選」：“最終達至由一個有廣泛代表性的提名委員會按民主程序提名後普選”——「普選」要先經提名委員會「篩選」程序，而中共方案之提名委員會非由普選產生，所以衍生「真普選」倡議，以資識別，有時會寫作「真·普選」。真普選聯盟認為無論由選民直接提名候選人或由有一定得票率的政黨提名候選人，皆明顯符合「民主程序」，機構提名或限制候選人數目等篩選辦法則違反民主理念。經歷2007年及2008年香港政治制度改革與2012年香港政治制度改革均尚未達到真普選聯盟的「真普選」的目標。選舉委員會界別與席位的劃分被認為缺乏民意與公平的基礎，能夠投票選舉該委員會的只有數量很少的選民，任意性反映在界別名額的劃分上，傾向性則反映在功能界別的設置明顯傾向於商界。真普選聯盟將目標擺在2016年及2017年政治制度改革。
2008年1月，香港泛民主派舉行爭取2012雙普選大遊行，主軸為「堅持2012真普選 不要2017假民主」。2009年11月，前布政司、政務司司長及立法會直選議員陳方安生表示：若然香港政府無誠意推動「真普選」，泛民主派可考慮總辭等任何行動。同年12月，香港立法會議員黃毓民在立法會會議上提出「五區總辭，全民公決」動議案，梁家傑將「2012年雙普選」改為「落實真普選及取消功能組別」。
針對香港政治制度改革，由泛民主派政黨、團體及議員與學者個人於2013年3月合作組成的真普選聯盟表示，香港人要政府接受問責，就必須建立真正的民主制度，透過普及而平等的選舉選出行政長官和全體立法會議員。任何篩選或預選機制如令廣受香港人支持的參選人無法成為候選人，必然是假普選，港人的選舉權和被選舉權會被剝奪，有關的選舉並非真正的選擇。所謂的「愛國愛港」並無客觀法律定義，這類要求容易淪為政治審查。真普聯對此表示堅決反對。

## 國際標準
真普選聯盟提出應以1966年的聯合國《公民權利和政治權利國際公約》的規範為基礎（後來稱呼此為「國際標準」），此公約旨在保證人民的基本權，包括自決和自由與公平選舉權利。其中，第25條規定：
每位公民應有下列權利和機會，不受第二條所述之區分（種族、膚色、性別、語言、宗教、政治或其他見解、國籍或社會出身、財產、出生或其他身分等任何區別）和不受不合理的限制：
（甲）直接或通過自由選擇的代表參與公共事務；
（乙）在真正的定期的選舉中選舉和被選舉，這種選舉應是普遍的和平等的並以無記名投票方式進行，以保證選舉人的意志的自由表達；
（丙）在一般的平等的條件下，參加本國公務。

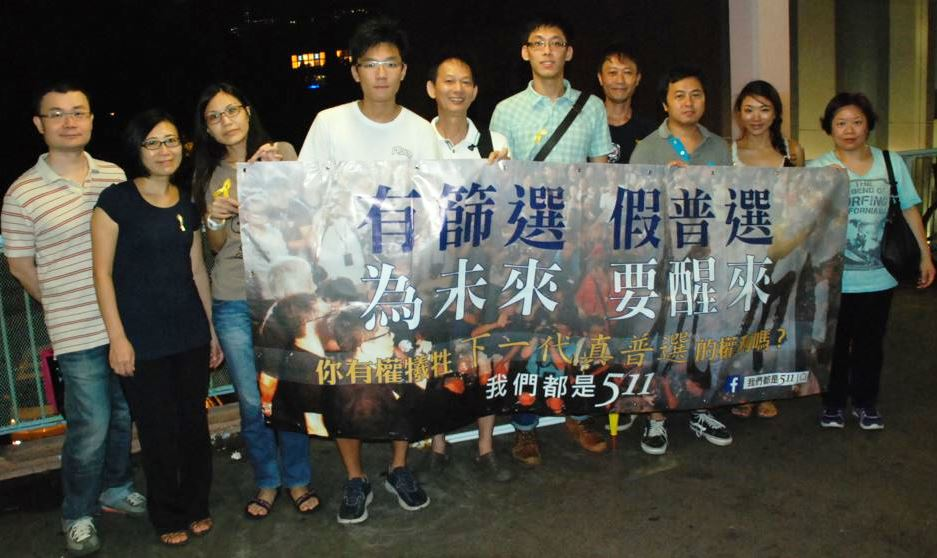
2014年香港學界大罷課抗議人士及標語：有篩選 假普選 為未來 要醒來

負責監督《公民權利和政治權利國際公約》是否在香港被遵守的聯合國人權委員會專家於2014年10月23日呼籲保障香港普選，強調普選包括被選舉及投票的權利，亦即在沒有不合理限制情況下參加選舉的權利。委員會認為開放選舉之候選人不該被審查過濾。
真普選聯盟表示，香港大學在2014年3月20日邀請了一群知名憲法學者，就在香港實行符合國際標準的普選進行討論，提出五點指導原則，以確保有真正選擇： 
1. 必須確保人民在選舉過程中能自由地表達他們的意願；
2. 提名委員會必須平等地代表每一個市民的意見；
3. 產生提名委員會成員的過程要有包容性、要公開透明和讓市民參與；
4. 提名程序要合理、公平和透明，可包括經提名委員會確認的公民提名；
5. 公民參選、提名和選舉權都不應受到不合理限制。

的黃絲帶

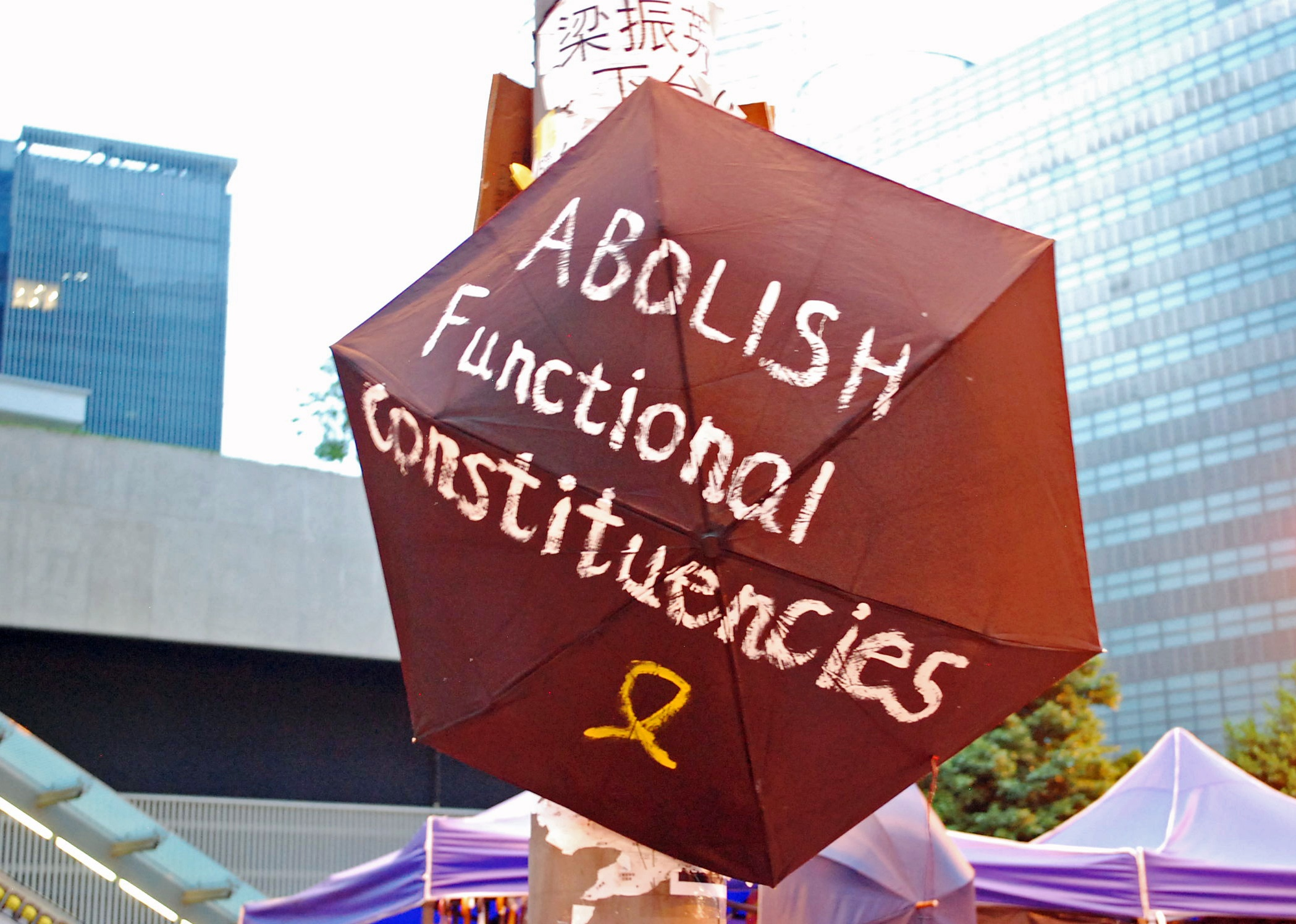
抗議者展示寫有「廢除功能界別」英文的雨傘

## 相關行動

### 民間投票

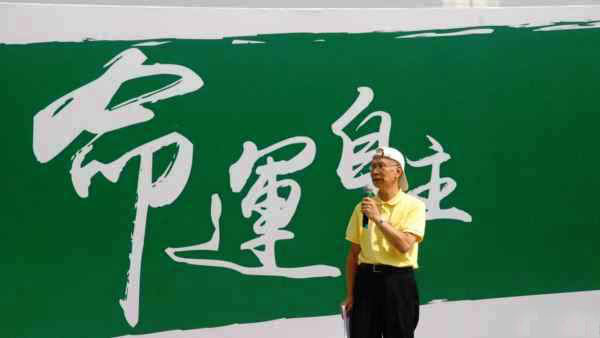
香港中文大學政治與行政學系榮休講座教授關信基於學界大罷課公民講堂談真普選

由「佔領中環」倡議者所發起於2014年6月20日至29日一連十天舉辦的6.22民間全民投票，宣稱有79萬2808人次參與公投，真普選聯盟的「公民提名」方案獲得最多支持，88%投票者認為如政府方案不能讓選民有真正選擇，立法會應予否決。

### 大型集會
香港民眾為爭取真普選多次發動示威抗議活動：
- 2003年：七一大遊行
- 2005年：爭取普選大遊行

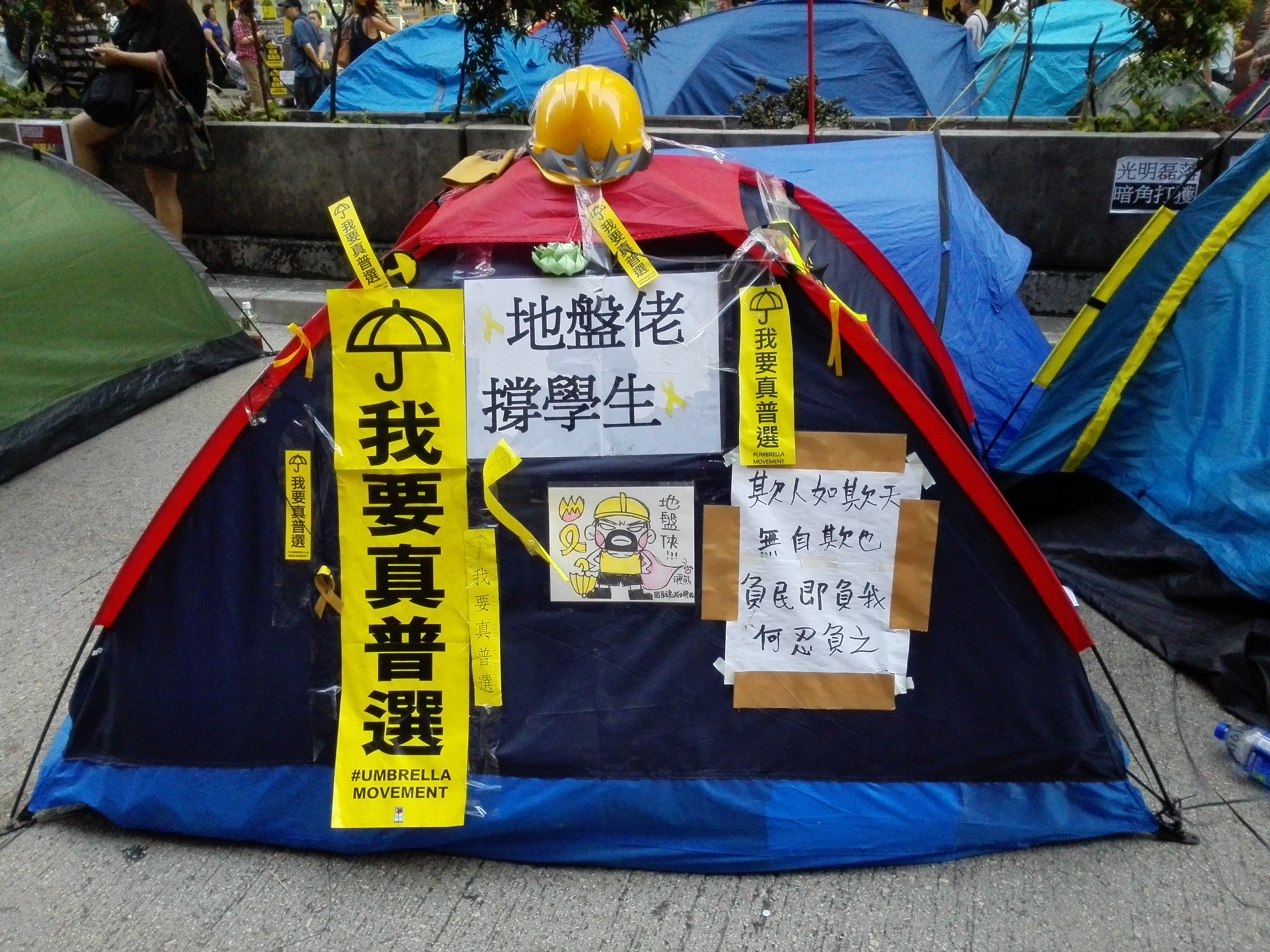
抗議者展示寫有「我要真普選」的標語

- 2007年：撐傘撐2012普選大遊行、反對人大否決普選遊行
- 2008年：爭取2012雙普選大遊行
- 2010年：「還我普選」元旦大遊行（2010年）、五區公投（2010年）
- 2013-2014年：讓愛與和平佔領中環（2013年至2014年）
- 2014年：6.22民間全民投票、2014年香港學界大罷課、重奪「公民廣場」行動、雨傘革命。[來源請求]
- 2019年：反對逃犯條例修訂草案運動（五大诉求中“林郑下台”演变为“真雙普选”[16]）

### 「我要真普選」標語流行
被喻為新獅子山精神的「我要真普選」黃底黑字標語、紙條或塗鴉，隨著雨傘革命的持續與「香港蜘蛛仔」於10月23日在獅子山岩上掛出誓爭真普選的巨型直幡，而從街頭走進社區，在香港多處如門窗、辦公室、私家車、大學建築、甚至寵物身上都可見。

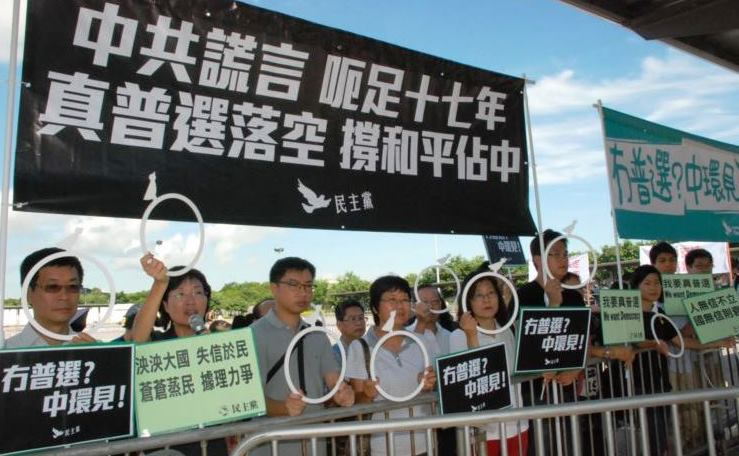
2014年9月之抗議人士及標語：中共謊言 呃（騙）足十七年 真普選落空 撐和平佔中
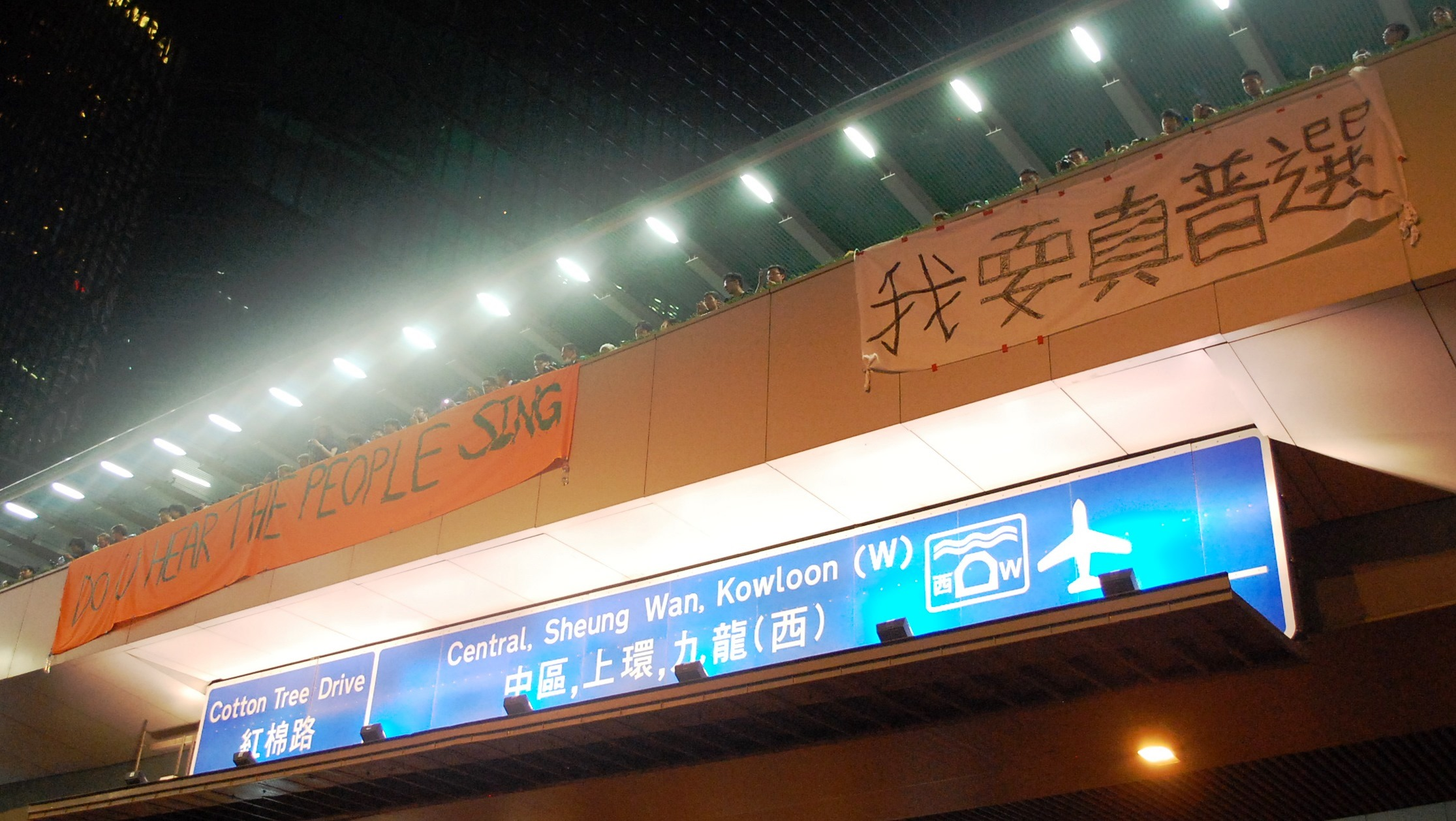
2014年9月之抗議人士及標語：《Do You Hear the People Sing?》、我要真普選
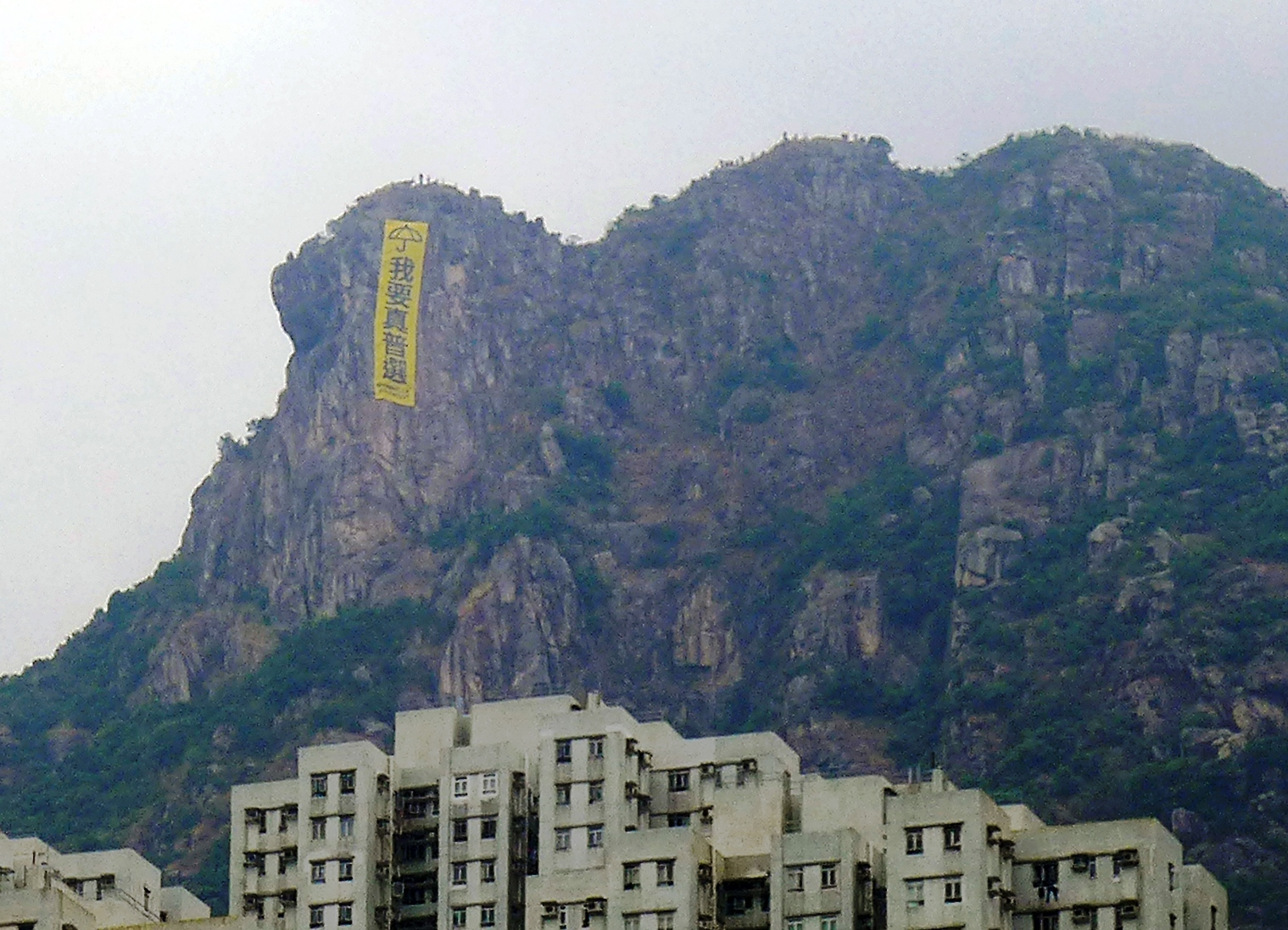
掛在獅子山岩上的「我要真普選」巨型直幡

### 港外反應
2014年11月16日，在臺北市舉行了東亞杯足球資格賽香港對臺灣的比賽。當天是香港佔中行動第50天，台灣足球評論員石明謹發起了「五百黃傘撐香港」活動。參與者在球員進場時撐起數百隻黃色雨傘，並展示「風雨中抱緊自由、自信可改變未來」的「雨傘橫額」，同時高唱搖滾樂團Beyond的名曲《海闊天空》，高舉寫有「我要真普選」的布條，意以此支持雨傘革命。
歐洲聯盟在2015年發表的年度報告中對香港一國兩制的運行表示肯定，支持香港政府通過與民眾討論，達成2017特首普選制度。

## 自由派
他們批評政府提出的香港政制改革方案是「小圈子選舉」，並認為該方案是「假普選」。

## 建制派
建制派批評所謂「真普選」違背香港特別行政區基本法。在香港未進行對基本法二十三條進行立法的前提下，脫離基本法的框架推進所謂「真普選」，不現實、不負責任也不合法。

## 真假之辨
建制派民建聯的香港立法會議員蔣麗芸在雨傘革命期間於立法會宣稱她在谷歌上搜尋「真普選」，發現全世界並無真假普選之分，「真普選」是香港首創，源於學民思潮的黃之鋒。
中華人民共和國政府宣稱的選舉制度被批評便於中央人民政府控制香港特別行政區行政長官的人選，確保有關提名不會有不符合中央政府心意的人選出現，因而被泛民主派稱之為「假普選」。許多期待普選的香港民眾，特別是年輕人，感覺自己遭到愚弄，從而推動了雨傘革命迅速形成具廣泛基礎的社會運動。
2015年3月，香港行政長官梁振英在立法會答覆泛民主派的香港立法會議員黃碧雲質詢「北韓、緬甸和中共所實行的是否『真普選』？」時回應：每個社會都有自己的真普選，只要根據當地的憲法、制度及選舉法，每個社會的普選都是真普選。

## 外界類似經驗
大韓民國國會前議員、昔日工運領袖魯會燦在雨傘革命發生後說：在1987年修改《大韓民國憲法》由人民直接選舉總統之前，大韓民國總統都由當權派篩選後、讓親執政黨的一萬人組成選舉團、再由這一萬人提名候選人，推薦的候選人往往只有一兩個、完全不能代表民意，接著又由這些人在體育館內封閉式投票選出下屆總統，做法與香港選舉委員會相似，本質都是「小圈子選舉」。他說「當民意不能通過公平自由的選舉過程表達出來，就會在街頭抗爭中爆發。」「被操縱的選舉，不能代表民意的小圈子選舉，最終激起民眾憤怒反彈。」
在1960年「四一九革命」和1980年「光州事件」兩次流血抗爭後，上百萬韓國民眾於1987年6月在全國各地示威抗議，執政黨領袖、總統候選人盧泰愚終於宣布「六二九宣言」，確立了沿用至今的公民直接選舉總統制，每個政黨都可推薦一名候選人，無黨派人士只要集齊5,000至7,000名選民推薦就可參選。韓國實施總統直選以來，政治生態走進良性循環，暴力抗爭銷聲匿迹。魯會燦表示「韓國的民主之樹，在總統直選制的保護下早已走上良性循環，建立公民社會，民眾能夠命運自決，人人參政議政」。